# Asenapină
Asenapina este un antipsihotic atipic derivat de oxepină, fiind utilizat în tratamentul schizofreniei și al episoadelor maniacale cadrul tulburării bipolare. Calea de administrare disponibilă este cea sublinguală.
Molecula sa a fost obținută prin modificarea structurii chimice a unui antidepresiv tetraciclic, denumit mianserină.